# Sarahandrano
Sarahandrano is een plaats en commune in het noorden van Madagaskar, behorend tot het district Antalaha dat gelegen is in de regio Sava. Een volkstelling schatte in 2001 het inwonersaantal op 12.758. De plaats biedt enkel lager onderwijs en beperkt middelbaar onderwijs aan. 99% van de bevolking werkt als landbouwer en 1% heeft een baan in de dienstensector. De belangrijkste landbouwproducten zijn rijst, koffie en vanille.